# Bodești (okręg Prahova)
Bodești – wieś w Rumunii, w okręgu Prahova, w gminie Poseștii. W 2011 roku liczyła 169 mieszkańców.